# Квітень 2018
Квітень 2018 — четвертий місяць 2018 року, що розпочався в неділю 1 квітня та закінчився в понеділок 30 квітня.

## Події
- 1 квітня
  - Початок офіційної національної кампанії з вибору сімейного лікаря в рамках медичної реформи в Україні[1].
- 2 квітня
  - Уламки першої китайської космічної станції «Тяньгун-1», з якою було втрачено зв'язок у 2016 році, впали в Тихий океан[2].
  - Компанія SpaceX у рамках місії SpaceX CRS-14 відправила космічний корабель Dragon до МКС[3]
  - Астрономи повідомили про відкриття MACS J1149 Lensed Star 1, на ймення Ікарус, найвіддаленішої від Землі зірки, що знаходиться на відстані 9 млрд світлових років від Сонця[4].
- 4 квітня
  - Відкриття у Голд-Кості (Австралія) XXI Ігор Співдружності.
- 5 квітня
  - СБУ повідомила про розкриття замаху на Ігоря Мосійчука. Координував замах співробітник ГРУ Збройних сил Росії. Його виконавці — троє громадян України.[5].
  - Колишнього лідера Каталонії Карлеса Пучдемона було звільнено з-під арешту під заставу в розмірі 75 тисяч євро за рішенням вищого земельного суду землі Шлезвіг-Гольштейн у Німеччині[6]
  - Верховна рада України у другому читанні прийняла проект Закону про дипломатичну службу [Архівовано 27 Квітня 2018 у Wayback Machine.] № 7322, за проголосували 276 народних депутатів[7]
- 6 квітня
  - Екс-президента Південної Кореї Пак Кин Хє визнали винною в корупції та зловживанні владою і засудили до 24 років в'язниці[8].
  - У Канаді в результаті ДТП[en] загинуло 15 гравців молодіжної хокейної команди Humboldt Broncos[9].
  - США запровадили нові фінансові санкції проти 38 осіб та установ з Росії через «недобропорядну діяльність» Російської Федерації та спроби зруйнувати лад в демократичних країнах. Зокрема, через отруєння Скрипалів та підтримку режиму Ассада.[10].
  - Роскомнадзор подав до суду на месенджер Telegram за відмову від наказу ФСБ про передачу ключів від переписки.[11]
- 7 квітня
  - В Японії вперше з Другої Світової Війни було відновлено морську піхоту. Рішення про створення підрозділу було прийнято з метою надання протидії окупації островів в Східно-Китайському морі, які, на думку Токіо, знаходяться під загрозою зі сторони Китаю. Очікується, що бригада чисельністю у 1500 японських морських піхотинців буде розміщена на острові Кюсю у місті Сасебо. В подальшому їх планується передислокувати на Окінаву.[12]
- 8 квітня
  - Паска у Православній церкві; святковий день в Україні[13].
  - Парламентські вибори в Угорщині. Найбільшу кількість голосів набирає правляча партія Фідес — Угорський громадянський союз.[14]
  - У результаті хімічної атаки у м. Дума в Сирії загинуло від 70 до 150 людей, ще понад 100 постраждали[15].
- 9 квітня
  - Президент України Петро Порошенко зустрівся з Його Всесвятістю Вселенським Патріархом Варфоломієм і з членами Святого і Священного Синоду із запитом про надання автокефалії Українській Церкві[16]
  - Рада Безпеки ООН скликає екстренне засідання через хіматаку в Сирії[17]
  - Українські прикордонники не пропустили до Криму екіпаж затриманого судна «Норд»[18]
- 10 квітня
  - Росія заблокувала в Раді безпеки ООН проект резолюції США з розслідування хімічних атак у Сирії[19].
- 11 квітня
  - В Алжирі зазнав катастрофи військовий літак Іл-76, загинули 257 осіб[20].
  - Внаслідок санкцій російський рубль впав до 80 рублів за євро і до 64 рублів за доларів, це найбільше падіння рубля із 2016 року[21].
  - На президентських виборах в Азербайджані[en] Ільхама Алієва переобрали на четвертий термін[22].
  - Керівники парламентів Польщі, Литви та Латвії підписали заяву, в якій висловилися проти будівництва газопроводу «Північний потік-2»[23].
  - У Польщі оприлюднено новий технічний звіт про авіакатастрофу президе́нтського літака́ під Смоленськом 10 квітня 2010 року. За висновками комісії, перед катастрофою в салоні Ту-154 сталися вибухи, крім того, російські диспетчери навмисне вели літак неправильним курсом.[24].
  - Засновник Facebook Марк Цукерберг дав свідчення перед комітетом по енергетиці та торгівлі Палати представників Конгресу США стосовно витіку даних користувачів соцмережі[25].
- 12 квітня
  - У Вірменії почались масові протести проти обрання на посаду прем'єр-міністра екс-президента країни Сержа Саргсяна[26].
  - ГПУ та СБУ провели обшук у приміщенні «Укрзалізниці» у зв'язку з розслідуванням справи про розкрадання коштів, які призначалися на ремонт дизельних поїздів.[27]
- 13 квітня
  - Таганський суд Москви ухвалив рішення про блокування месенджеру Telegram на всій території Росії[28].
  - Україна домовилася про введення безвізового режиму з Уругваєм та Перу найближчим часом.[29]
  - Рада безпеки ООН провела екстрене засідання по Сирії за ініціативою Росії[30]
- 14 квітня
  - США, Велика Британія та Франція завдали ракетних ударів по цілям у Сирії, які ймовірно пов'язані з виробництвом та зберіганням хімічної зброї[31].
  - Терористи самопроголошеної «ДНР» почали затоплення шахти «Юнком» (Єнакієве), де 16 вересня 1979 року був проведений ядерний вибух.[32]
- 15 квітня
  - На президентських виборах у Чорногорії переміг прем'єр-міністр країни Мило Джуканович[33].
  - За підсумками Ігор Співдружності неофіційний командний залік очолила збірна Австралії, на другому місці — Англія, на третьому — Індія[34].
- 16 квітня
  - У Нью-Йорку оголосили лауреатів Пулітцерівської премії в галузі журналістики, літератури та музики[35].
- 17 квітня
  - У результаті ДТП за участі легкового автомобіля, мікроавтобуса та автобуса у м. Кривий Ріг 9 людей загинуло, ще 21 — травмовано[36].
  - Парламент Вірменії обрав на посаду прем'єр-міністра країни Сержа Саргсяна попри масові протести[37].
- 18 квітня
  - За допомогою ракети Falcon 9 здійснено запуск космічного телескопу TESS, розробленого НАСА і призначеного для пошуку екзопланет[38].
- 19 квітня
  - Верховна Рада України підтримала звернення Президента до архієпископа Константинополя, Вселенського патріарха Варфоломія із проханням видати Томос щодо автокефалії православної церкви в Україні[39].
  - Кубинський парламент обрав Мігеля Діас-Канеля новим президентом країни[40].
- 20 квітня
  - Король Свазіленду Мсваті III перейменував країну в Королівство Есватіні[41].
  - Друга церемонія вручення кінопремії «Золота дзиґа» Української кіноакадемії[42].
  - Помер відомий шведський діджей Avicii[43].
- 21 квітня
  - Організація «С14» здійснила напад, демонтаж та спалення стихійного поселення ромів на Лисій горі в Києві[44]
- 22 квітня
  - Голови МЗС країн Великої сімки (G7) у Торонто виступили за продовження санкцій проти Росії. Україна вперше брала участь у такій зустрічі.[45]
  - У столиці Афганістану, Кабулі смертник підірвав себе[en] у черзі за національними ідентифікаційними картки в центрі реєстрації виборців. 48 загиблих та 112 постраждалих[46].
  - У місті Кікай (Японія) померла Набі Тадзіма 1900 року народження, яка вважалася найстаршою людиною у світі[47].
  - Синод Вселенського Патріархату ухвалив рішення про початок процедур, необхідних для надання автокефалії Православній Церкві в Україні[48][49].
- 23 квітня
  - Герцогиня Кембриджська Кейт народила третю дитину — хлопчика[50].
  - Новообраний прем'єр-міністр Вірменії Серж Саргсян подав у відставку через протести[51].
  - Унаслідок атаки фургону в Торонто (Канада) десятеро загиблих та 15 постраждалих[52].
- 24 квітня
  - Хакери зламали новий сайт Міністерство енергетики та вугільної промисловості та вимагають викуп[53]
- 25 квітня
  - Українські книжки уперше представлені на окремому стенді книжкового ярмарку Abu Dhabi International Book Fair (ADIBF)[54]
- 27 квітня
  - На першій за десять років зустрічі президенти Північної та Південної Корей домовилися почати денуклеаризацію півострова та підписати мирний договір[55].
  - У грошовий обіг України введенно нові монети номіналом 1 та 2 гривні[56]
  - Понад 200 українських туристів затрималися в аеропорту Єгипта[57]
- 30 квітня
  - На Донбасі замість АТО розпочалася Операція об'єднаних сил[58].
  - В Афганістані внаслідок подвійного теракту[en] загинуло 30 людей, серед яких 9 — журналісти[59].
  - Україна отримала від США протитанкові ракетні комплекси «Джевелін» (Javelin)[60]